# نيكول شوت
نيكول شوت (بالألمانية: Nicole Schott)‏ هي متزلجة فنية ألمانية، ولدت في 12 سبتمبر 1996 في إسن في ألمانيا.

## وصلات خارجية
- نيكول شوت على موقع الاتحاد الدولي للتزلج (الإنجليزية)
- نيكول شوت على موقع اللجنة الأولمبية الدولية (الإنجليزية)
- نيكول شوت على موقع أوليمبيديا (الإنجليزية)
- نيكول شوت على موقع اللجنة الأولمبية الألمانية (الألمانية)